# One of these days (Pink Floyd)
"One of these days" is een nummer uit 1971 van de Britse groep Pink Floyd en is het eerste nummer op het album Meddle.

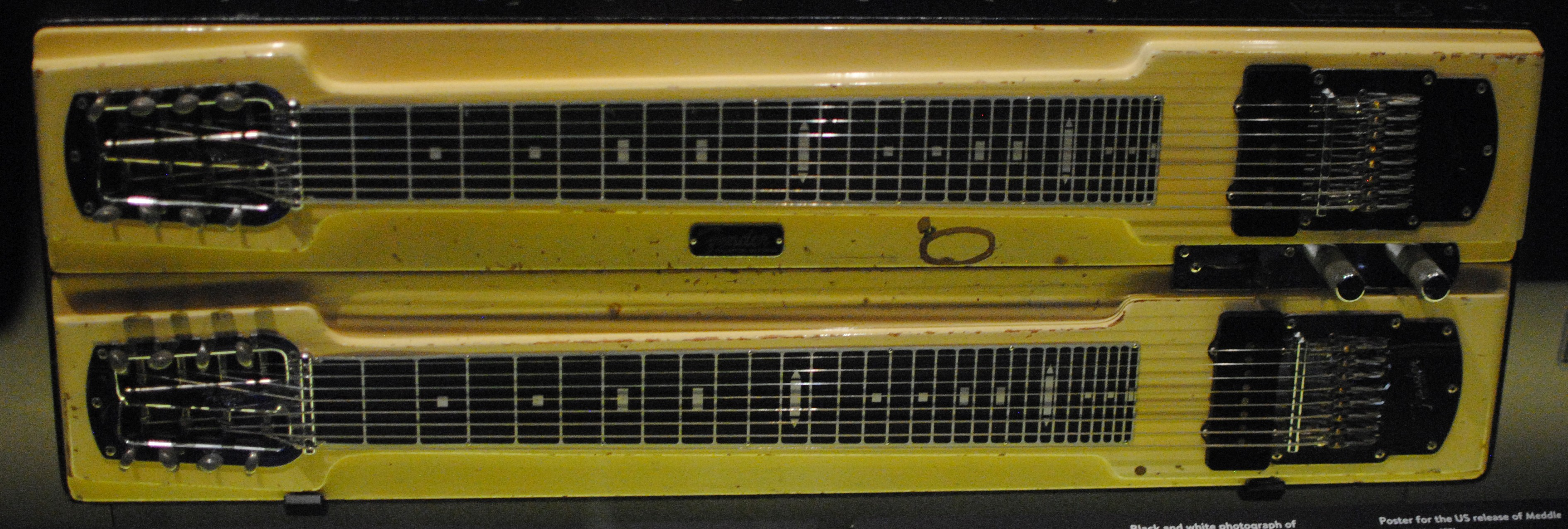
Fender 'Duo 1000' pedal-steelguitar (museumstuk - 1962) Deze gitaar, oorspronkelijk van David Gilmour, is gebruikt op de nummers 'One of These Days', 'Breathe' en 'Great Gig in the Sky'

Het is een instrumentaal stuk op één tekstregel na: "One of these days I’m going to cut you into little pieces" (vertaald :"Een dezer dagen zal ik je in kleine stukjes snijden"). Het nummer begint met windgeluiden, gevolgd door twee basgitaren. Roger Waters bespeelt de bas op het rechterkanaal, terwijl David Gilmour op basgitaar te horen is op het linkerkanaal. Tijdens oscillerende klanken volgt in het midden van het stuk de korte tekst vervormd, uitgesproken door de drummer Nick Mason.
Tijdens de tournee ter promotie van de plaat The Division Bell verschenen bij dit nummer grote opblaasbare varkens aan weerszijden van het podium.

## Muzikanten
- David Gilmour — gitaar, basgitaar en steelguitar
- Richard Wright — Hammondorgel, piano en geluidseffecten
- Nick Mason — slagwerk, stem
- Roger Waters — basgitaar, gitaar

## NPO Radio 2 Top 2000
| Nummer met noteringen in de NPO Radio 2 Top 2000 | '00 | '01 | '02 | '03 | '04 | '05 | '06 | '07 | '08 | '09 | '10 | '11 | '12 | '13 | '14 | '15 | '16 | '17 | '18 | '19 | '20  | '21  | '22  | '23  | '24  |
| ------------------------------------------------ | --- | --- | --- | --- | --- | --- | --- | --- | --- | --- | --- | --- | --- | --- | --- | --- | --- | --- | --- | --- | ---- | ---- | ---- | ---- | ---- |
| One of These Days                                | 270 | -   | 463 | 269 | 495 | 654 | 561 | 941 | 581 | 539 | 632 | 524 | 495 | 522 | 534 | 657 | 870 | 783 | 727 | 743 | 1044 | 1057 | 1051 | 1138 | 1150 |

1. ↑  Een '-' betekent dat het nummer niet was genoteerd en een vetgedrukt getal geeft de hoogste notering aan.
2. ↑  2000 was het eerste jaar met een notering voor dit nummer.